# Georges Bordier
Nicolas Georges Bordier (ur. 7 kwietnia 1880 w Nancy, zm. 9 października 1948 tamże) – francuski strzelec, olimpijczyk.
Brał udział w Letnich Igrzyskach Olimpijskich 1924. Wystartował wyłącznie w karabinie małokalibrowym leżąc z 50 m, w którym uplasował się na 31. pozycji. 

## Wyniki

### Igrzyska olimpijskie
| Igrzyska   | Konkurencja                       | Wynik    | Miejsce | Źródło |
| ---------- | --------------------------------- | -------- | ------- | ------ |
| Paryż 1924 | Karabin małokalibrowy leżąc, 50 m | 383 pkt. | 31      | [ 1 ]  |